# Hanna Mäntylä

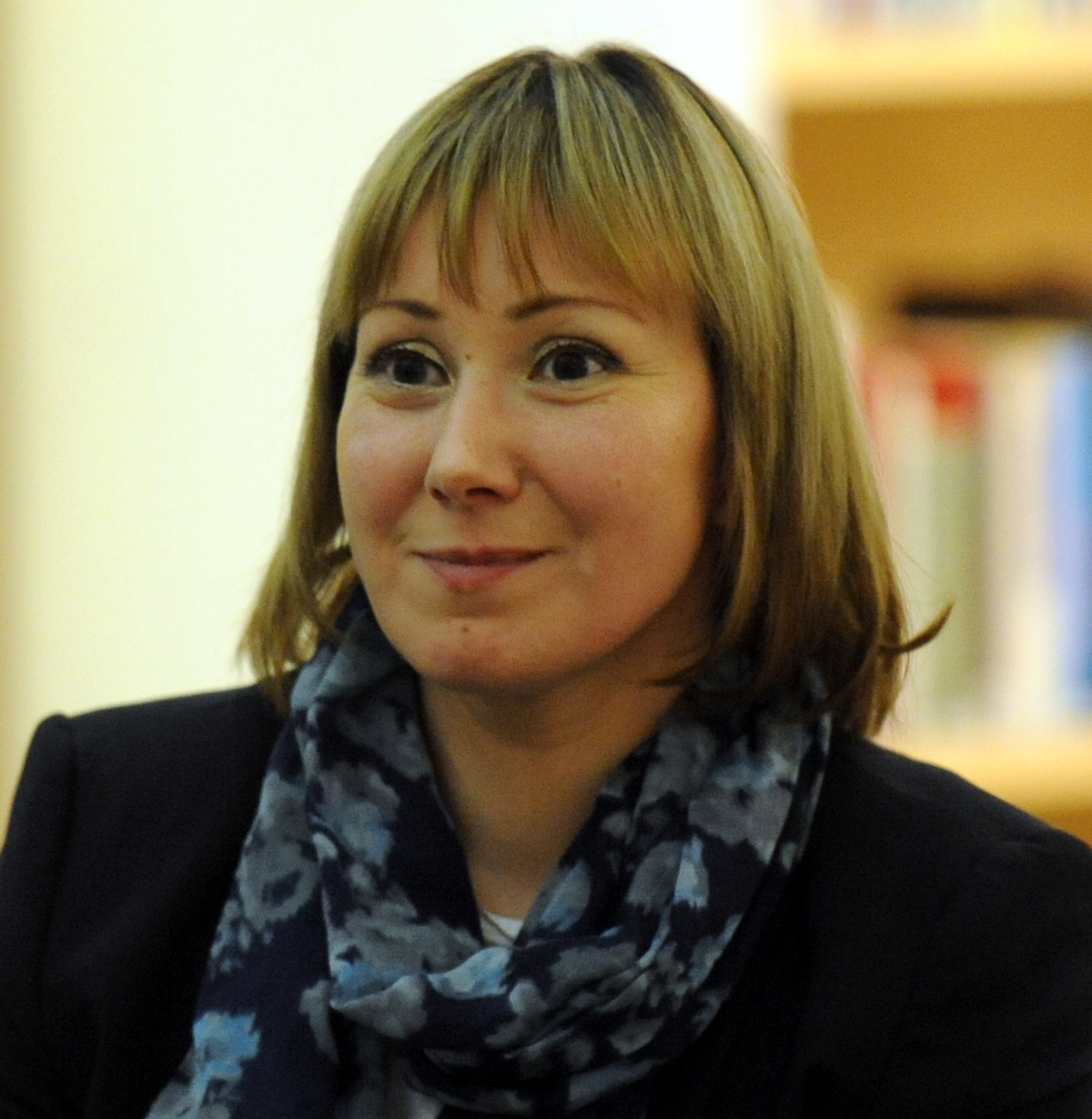
Hanna Mäntylä

Hanna Mäntylä (* 19. September 1974 in Lahti) ist eine finnische Politikerin (Blaue Zukunft).

## Leben
Mäntylä studierte an der Universität Lappland Sozialwissenschaften. Von 2011 bis 2017 war sie Abgeordnete im finnischen Parlament für den Wahlkreis Lappland. Seit dem 29. Mai 2015 war sie im Kabinett Sipilä Ministerin für Soziales und Gesundheit. Das Amt gab sie zum 24. August 2016 auf, da ein naher Verwandter erkrankt sei und sie sich um ihn kümmern wolle, auch benötige sie mehr Zeit für ihre Kinder. Ihre Nachfolgerin wurde Pirkko Mattila.
Bei den Wahlen 2011 und 2015 war sie jeweils für die Perussuomalaiset (Wahre Finnen, seit 2012 Die Finnen) angetreten. Nachdem die Partei am 10. Juni 2017 Jussi Halla-aho zum neuen Vorsitzenden gewählt hatte, was als scharfer Rechtsruck verstanden wurde, trat Mäntylä wie alle Minister der Partei und weiteren Abgeordneten aus der PS aus. Am 13. Juni bildeten sie eine eigene Fraktion, seit November ist die Partei als Blaue Zukunft offiziell registriert.
Am 30. Juni 2017 gab Mäntylä ihren Parlamentssitz auf, um in Zukunft für den Europarat zu arbeiten. Ihr Nachrücker Matti Torvinen gehört ebenfalls der Blauen Zukunft an.